# 赵永平 (1956年)
赵永平（1956年—），安徽六安人，汉族，中华人民共和国政治人物、第十二届全国人民代表大会湖南地区代表。
毕业于南京高级陆军学校合同指挥专业。加入中国共产党。2013年，担任全国人大代表。曾任武警湖南总队总队长、司令员。